# Bataille de Cadix (1625)
Pour les articles homonymes, voir Bataille de Cadix.
Guerre anglo-espagnole (1625-1630)
Batailles
- Bréda
- Cadix
- Saint-Christophe (en)

La bataille de Cadix est une tentative manquée par les Anglo-Hollandais de s'emparer de la ville de Cadix lors d'une expédition navale d'octobre à décembre 1625. L'effort principal incombe à la flotte anglaise (une centaine de vaisseaux), l'apport néerlandais ne constituant qu'une force auxiliaire d'une quinzaine de vaisseaux.

## Contexte historique
Cet épisode se situe dans le contexte de la guerre de Trente Ans. Après l'échec du mariage espagnol de Charles Ier, l'Angleterre déclare la guerre à l'Espagne en 1625. Charles est influencé par son favori, le duc de Buckingham, passablement impopulaire auprès du Parlement anglais, mais qui espère redorer son blason par un exploit guerrier. Outre la prise de Cadix, l'objectif était la capture de galions espagnols chargés de l'or du Nouveau Monde
Pour cette opération, l'Angleterre dispose de l'appui des Provinces-Unies qui ont fait sécession des Pays-Bas espagnols en 1585 et dont le conflit séculaire vient de reprendre après la rupture de la trêve de douze ans. Toutefois la flotte néerlandaise se contentera de patrouiller dans la Manche pendant l'absence de la flotte anglaise.

## Les opérations
Sir Edward Cecil, un vétéran aguerri au combat, est nommé commandant de l'expédition par le duc de Buckingham, un choix qui s'est avéré malheureux, Cecil n'étant pas un marin de métier.
Les forces anglaises ont perdu du temps en assaillant un vieux fort sans importance, laissant le temps aux navires marchands de se mettre à l'abri et aux forces espagnoles terrestres de se mobiliser derrière des défenses modernisées depuis l'époque des Tudor. Pendant ce temps, un corps de troupes anglaises débarqué à distance de la ville ne put en prendre possession par manque de discipline. Finalement, Sir Edward Cecil, constatant l'impossibilité de se réapprovisionner, prend la décision de retourner en Angleterre.
Cette victoire espagnole, combinée à plusieurs autres remportées par les troupes espagnoles sur le continent, rétablit durant quelques années la prééminence militaire de l'Espagne en Europe. Quant à l'Angleterre, en plus de ses pertes financières, elle doit renoncer à attaquer l'Espagne sur son sol.
Seul une cinquantaine de navires revint en Grande-Bretagne, et 7 000 hommes étaient manquants.

## Conséquences
L'échec de l'attaque a eu des conséquences graves pour l'Angleterre. En plus de la perte économique et humaine, la réputation de la Couronne d'Angleterre était entachée et Charles Ier humilié.
Charles Ier d'Angleterre, afin de protéger son favori, Buckingham, alors Lord Grand Amiral, ne fit aucune enquête pour analyser les causes de l'échec de l'expédition. Mais la Chambre des communes a été moins indulgente. Le Parlement anglais a amorcé le processus de destitution du duc de Buckingham, ce qui a incité Charles Ier à dissoudre celui-ci, créant une crise politique et financière grave dans le pays.